# Day & Age
Day & Age è il terzo album in studio del gruppo musicale statunitense The Killers, pubblicato il 18 novembre 2008 per la Island Records.
Il titolo dell'album è stato confermato da Brandon Flowers in una video-intervista per NME al Festival di Reading e Leeds.
L'album ha venduto oltre due milioni e mezzo di copie in tutto il mondo.

## Tracce
Testi e musiche di The Killers.
1. Losing Touch – 4:15
2. Human – 4:05
3. Spaceman – 4:44
4. Joy Ride – 3:33
5. A Dustland Fairytale – 3:45
6. This Is Your Life – 3:41
7. I Can't Stay – 3:06
8. Neon Tiger – 3:05
9. The World We Live In – 4:40
10. Goodnight, Travel Well – 6:51

## Classifiche
| Classifica (2008) | Posizione massima |
| ----------------- | ----------------- |
| Australia         | 4                 |
| Austria           | 9                 |
| Belgio (Fiandre)  | 12                |
| Belgio (Vallonia) | 41                |
| Canada            | 6                 |
| Croazia           | 3                 |
| Danimarca         | 10                |
| Finlandia         | 17                |
| Francia           | 57                |
| Germania          | 8                 |
| Giappone          | 26                |
| Irlanda           | 1                 |
| Italia            | 21                |
| Messico           | 3                 |
| Norvegia          | 1                 |
| Nuova Zelanda     | 2                 |
| Paesi Bassi       | 12                |
| Portogallo        | 29                |
| Regno Unito       | 1                 |
| Spagna            | 9                 |
| Stati Uniti       | 6                 |
| Svezia            | 8                 |
| Svizzera          | 4                 |

## Date di pubblicazione
| Paese       | Data             | Etichetta | Formato               | Catalogo     |
| ----------- | ---------------- | --------- | --------------------- | ------------ |
| Stati Uniti | 18 novembre 2008 | Island    | LP, download digitale | B0012197-01  |
| Canada      | 18 novembre 2008 | Island    | LP, download digitale | B0012197-01  |
| Giappone    | 19 novembre 2008 | Universal | CD, download digitale | UICL-1085    |
| Italia      | 21 novembre 2008 | Universal | CD, download digitale | 602517872875 |
| Australia   | 22 novembre 2008 | Island    | CD, download digitale | 1785121      |
| Regno Unito | 23 novembre 2008 | Mercury   | Download digitale     |              |
| Regno Unito | 23 novembre 2008 | Mercury   | CD                    | 1785121      |
| Regno Unito | 23 novembre 2008 | Mercury   | LP                    | 1785123      |
| Stati Uniti | 24 novembre 2008 | Island    | CD                    | B0012197-02  |
| Canada      | 24 novembre 2008 | Island    | CD                    | B0012197-02  |